# Casties-Labrande
Casties-Labrande – miejscowość i gmina we Francji, w regionie Oksytania, w departamencie Górna Garonna.
Według danych na rok 1990 gminę zamieszkiwało 86 osób, a gęstość zaludnienia wynosiła 10 osób/km² (wśród 3020 gmin regionu Midi-Pireneje Casties-Labrande plasuje się na 977. miejscu pod względem liczby ludności, natomiast pod względem powierzchni na miejscu 1198.).